# 톰 존스의 화려한 모험
《톰 존스의 화려한 모험》(Tom Jones, 톰 존스)은 헨리 필딩의 고전 소설 《기아 톰 존스의 이야기》(1749년)을 바탕으로 만든 1963년 영국의 모험 코미디 영화이다. 토니 리처드슨이 감독을 맡았고, 존 오스본이 극작을 맡았다. 이 영화는 아카데미상을 4번 받았다.
이 영화는 1989년에 재발행되었다. 재발행판의 경우 리처드슨은 영화를 7분 잘라냈다. 현재 원래 길이의 버전은 DVD로 다시 이용할 수 있다.

## 줄거리
스콰이어 올워시가 그의 영지로 돌아왔을 때, 침대에서 아기를 발견한다. 그는 그의 하녀 제니 존스와 이발사 미스터 파트리지가 욕정으로 인해 사생아를 낳았다고 생각하고 그들을 추방한다. 그는 그 아기에게 톰 존스라는 이름을 붙이고 자신의 아들처럼 키우기로 결정한다. 톰은 그를 아버지처럼 사랑하며 자라난다.
톰은 잘생긴 외모와 친절한 마음으로 여성들에게 인기가 많은 활기찬 청년이 된다. 그는 이웃집 딸인 소피만을 진정으로 사랑하고, 소피도 그의 사랑에 보답한다. 소피 역시 숙모와 아버지 스콰이어 웨스턴이 올워시의 여동생 브리짓의 아들인 미스터 블리필과 같은 더 적합하다고 생각하는 사람과 강제로 결혼시키려 할 때 자신의 감정을 숨겨야 한다.
브리짓이 예기치 않게 죽자 블리필은 어머니가 숙부에게만 보여주려 했던 편지를 가로챈다. 그러나 어머니의 장례식 후, 블리필과 그의 두 가정교사 미스터 트와컴과 미스터 스퀘어(톰도 가르쳤던)는 힘을 합쳐 스콰이어에게 톰이 악당이라고 설득한다. 올워시는 톰에게 상당한 현금 유산을 주고 그를 세상 밖으로 내보내 자신의 운을 찾게 한다.
톰은 재산을 강탈당하지만, 곧 그의 친아버지라고 생각되는 미스터 파트리지를 만나 그를 자신의 하인으로 삼는다. 톰은 미세스 워터스/피츠패트릭을 영국 군인으로부터 구하지만, 결국 결투에 휘말려 나중에 투옥되고 살인죄로 교수형을 당하기 직전에 브리짓이 스콰이어 올워시에게 쓴 편지에 자신이 톰의 어머니라고 고백했던 사실이 밝혀진다. 또한 톰이 결투에서 미스터 피츠패트릭을 살해하지 않았다는 사실도 밝혀진다.
그들은 톰이 교수형을 당하는 것을 막기 위해 제시간에 감옥에 도착한다. 톰과 소피는 모두의 축복 속에 결혼할 수 있게 된다.

## 출연
- 앨버트 피니 - 톰 존스 역
- 수재나 요크 - 소피 웨스턴 역
- 휴 그리피스
- 이디스 에번스

## 같이 보기
- 기아 톰 존스의 이야기 - 이 영화의 기초가 된 소설